# Juan Manuel Fangio
Juan Manuel Fangio (Balcarce, 24 de junho de 1911 — Buenos Aires, 17 de julho de 1995) foi um automobilista argentino. Dominou a primeira década da Fórmula 1, ganhando o campeonato mundial cinco vezes.
Desde a infância, abandonou seus estudos para se dedicar a mecânica. Em 1938, estreou na categoria argentina Turismo Carretera, competindo em um Ford V8. Em 1940, ele competiu com Chevrolet, ganhou na época o Grand Prix International Championship e dedicou seu tempo para a Turismo Carretera, sagrando-se campeão, um título que defendeu com sucesso um ano mais tarde. A seguir, Fangio competiu na Europa entre 1947 a 1949, onde obteve mais sucesso.

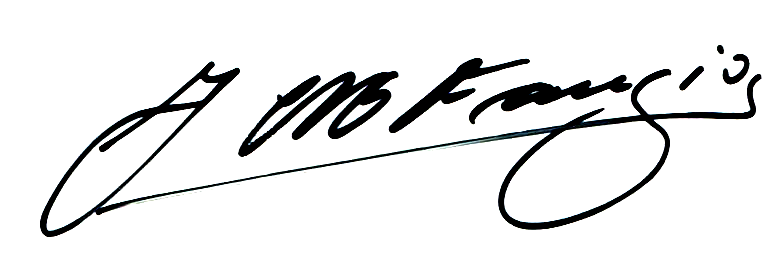
Autógrafo de Fangio

Fangio venceu o campeonato de pilotos, cinco vezes — um recorde que permaneceu durante 47 anos até ele ser batido por Michael Schumacher — por quatro equipes diferentes, uma façanha que não foi repetida. Um membro da Formula 1 Hall of Fame, ele é considerado por muitos como um dos maiores pilotos da Fórmula 1 de todos os tempos e detém a maior porcentagem de vitórias na Fórmula 1 — 46.15% — 24 de 52 corridas de Fórmula 1. Fangio é único piloto argentino que venceu a Grande Prêmio da Argentina, tendo ele vencido quatro vezes em sua carreira.
Após a aposentadoria, Fangio presidiu como presidente honorário da Mercedes-Benz Argentina a partir de 1987, um ano após a inauguração do seu museu, até sua morte em 1995. Em 2011, no centenário de seu nascimento, Fangio foi lembrado ao redor do mundo e várias atividades foram realizadas por ocasião de seu aniversário.

## Carreira
Juan Manuel Fangio correu 51 grandes prêmios, obteve 24 vitórias, 29 pole positions, 23 recordes de volta, cinco títulos mundiais (1951, 1954, 1955, 1956 e 1957) dos quais 4 foram consecutivos, e dois vice-campeonatos (1950 e 1953) em oito temporadas que disputou. Fangio correu em quatro escuderias: Alfa Romeo (1950-1951), Maserati (1953-1954), Mercedes (1954-1955), Ferrari (1956) e Maserati (1957-1958).
É o único piloto da história da Formula 1 que foi campeão em 4 equipas diferentes: Alfa Romeo, Maserati, Ferrari e Mercedes-Benz.
Fangio tinha o apelido "El Chueco" (O Manco), que recebeu em partidas amadoras de futebol, por ter as pernas arqueadas.
Juan Manuel Fangio disputou sua primeira corrida aos dezessete anos, guiando um Ford-T, e terminou em último lugar. Ele subiu ao pódio pela primeira vez nas Mil Milhas da Argentina em 1939.

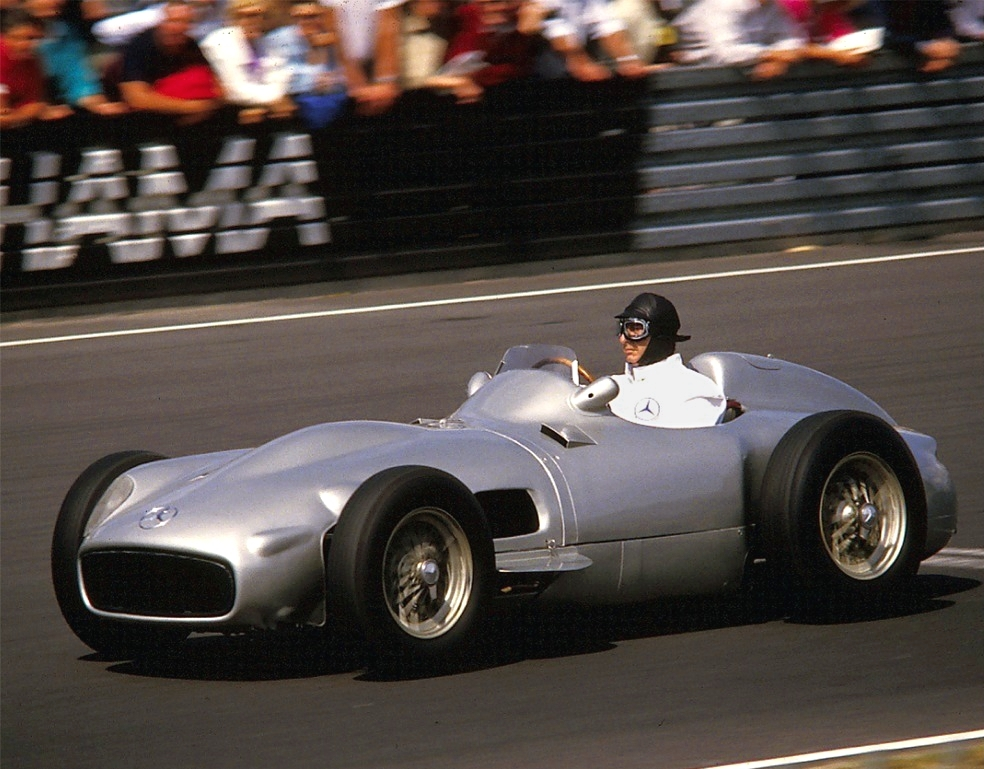
Fangio (1986)

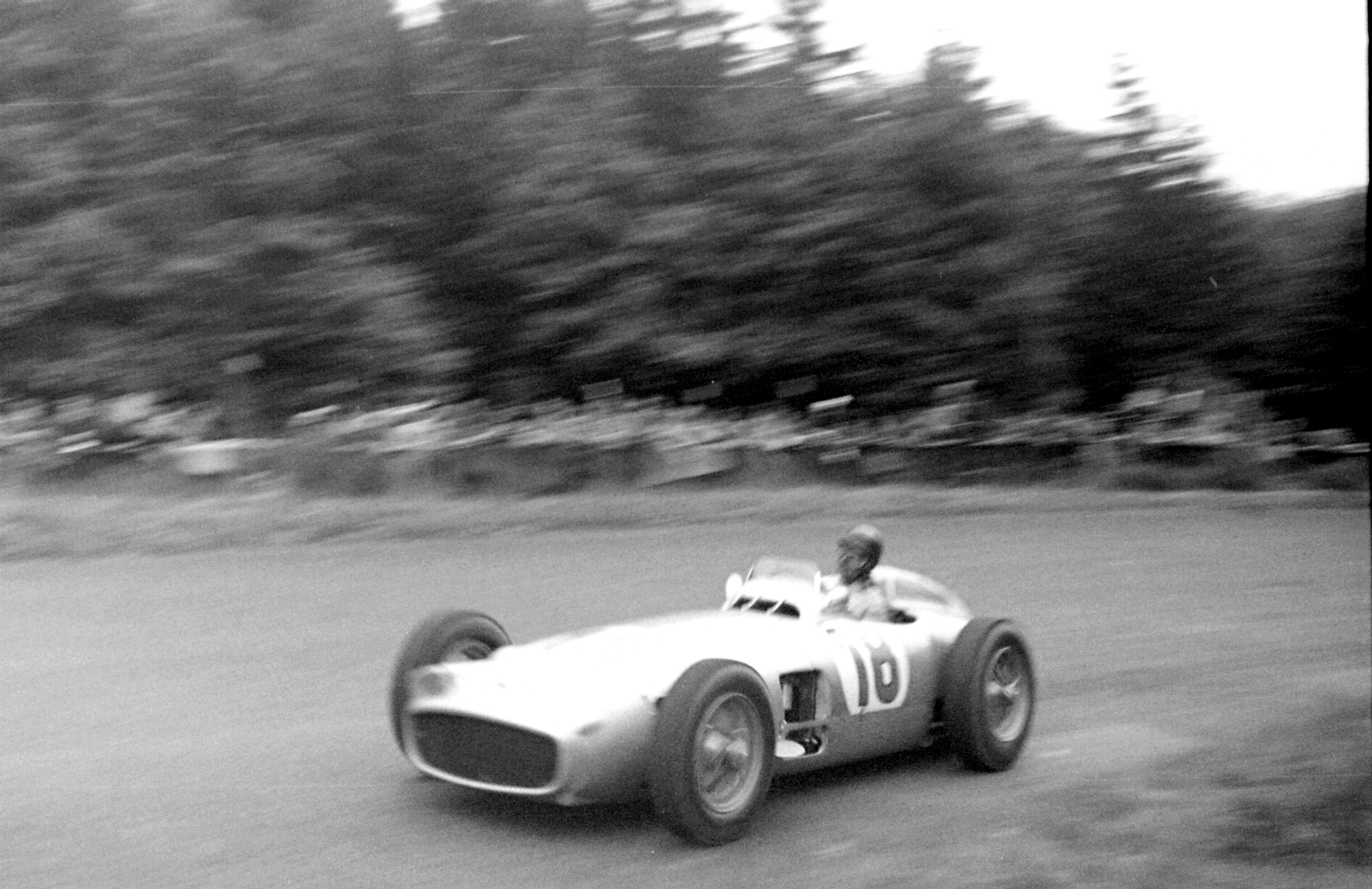
Fangio no clássico Grande Prêmio da Alemanha de 1954 em Nürburgring

Seu acidente mais grave aconteceu no GP da Itália, em Monza, no ano de 1952. Ao seguir para a Itália, onde disputaria a prova, fez escala em Paris, mas não pôde continuar a viagem de avião por causa do mau tempo. Fangio não hesitou: pegou um carro e dirigiu aproximadamente 700 km até Monza. No dia seguinte, ainda cansado, bateu o seu Maserati durante uma sessão de treinos e voou para fora do carro. Feriu-se gravemente no pescoço. Ficou 40 dias internado e cinco meses com pescoço e tronco imobilizados. Muitos chegaram a pensar que a sua carreira estaria encerrada ali. No entanto, voltou a competir no ano seguinte.
Fangio foi o primeiro piloto do mundo a mostrar que a "Era romântica da Fórmula Um" estava para fechar o ciclo. Isto aconteceu quando decidiu encerrar a carreira em 1958.
Numa entrevista alguns anos depois, ele comenta o que o levou a tomar aquela decisão, já que estava no auge de sua carreira:
| “ | Eu estava em Reims (1958), a treinar para o Grande Prêmio da França, quando senti que o carro estava muito instável, o que me chamou a atenção porque a grande virtude da Maserati 250F era sua estabilidade. Então cheguei ao box e perguntei ao chefe de equipa o que se passava; ele respondeu-me:- Trocamos os amortecedores! - Mas porquê?, perguntei. - Porque estes nos pagam! - Assim, naquele momento, tomei a decisão de encerrar a carreira. E não me arrependo disso! | ” |

Os dois pilotos que o sucederam que ele mais admirou foram o britânico Jim Clark e brasileiro Ayrton Senna.

## Morte e legado
Fangio faleceu em Buenos Aires no dia 17 de julho de 1995, aos 84 anos, devido a insuficiência renal crônica em uma clínica onde estava internado. A sua marca de 5 títulos só foi superada 46 anos depois pelo alemão Michael Schumacher com a 6ª conquista em 2003.
Fangio não tinha filhos registrados. Até que, em um hotel no balneário de Pinamar, na Província de Buenos Aires, um hóspede disse a Rubén Juan Vázquez, de 63 anos, que ele era muito parecido com o campeão mundial. Rubén perguntou à sua mãe, Catalina Basili, se a suspeita do hóspede poderia ser verdadeira. Em um primeiro momento, Catalina negou. Mas, cinco anos mais tarde, quando tinha quase 90 anos e seu marido, que criara Rubén como filho, já havia morrido, Catalina chamou seu filho e revelou que ele era fruto de um amor proibido. Eles tiveram uma relação em 1940, quando Basili estava separada do marido durante um curto período.
Rubén então entrou na justiça para reconhecer a paternidade e depois de longos 13 anos foi confirmada a história e ele pode mudar seu nome para Rubén Juan Fangio e ganhou milhões como herdeiro da fortuna de Fangio.
Oscar 'Cacho' Fangio, quatro anos mais velho que Rubén, também foi comprovado que é filho do piloto. 'Cacho' foi corredor de automóveis de Fórmula 3, conviveu com o ex-campeão e também era chamado de Fangio nas pistas. Mas só agora também está mudando seu nome nos documentos. Hoje, os dois, Oscar e Rubén, se chamam de irmãos, mesmo tendo se conhecido depois dos 70 anos de idade. O advogado de Rubén, Pierri, e o advogado de Oscar, Scarcella, afirmam que os dois são, oficialmente, os únicos herdeiros reconhecidos de Fangio.

## Resultados na Fórmula 1
(Legenda: Corrida em negrito indica pole position e em itálico indica volta mais rápida)
| Ano  | Equipe                    | Chassis             | Motor                 | 1         | 2         | 3         | 4         | 5         | 6        | 7         | 8         | 9        | 10  | 11  | Pontos     | Posição |
| ---- | ------------------------- | ------------------- | --------------------- | --------- | --------- | --------- | --------- | --------- | -------- | --------- | --------- | -------- | --- | --- | ---------- | ------- |
| 1950 | SA Alfa Romeo             | Alfa Romeo 158      | Alfa Romeo 158 L8 c   | GBR Ret P | MON 1º P  | Indy      | SUI Ret P | BEL 1º P  | FRA 1º P | ITA Ret P |           |          |     |     | 27         | 2º      |
| 1951 | SA Alfa Romeo             | Alfa Romeo 159      | Alfa Romeo 158 L8 c   | SUI 1º P  | Indy      | BEL 9º P  | FRA 1º2 P | GBR 2º P  | GER 2º P | ITA Ret P | ESP 1º P  |          |     |     | 311 (37)   | 1º      |
| 1953 | Officine Alfieri Maserati | Maserati A6GCM      | Maserati A6 L6        | ARG Ret P | Indy      | HOL Ret P | BEL Ret P | FRA 2º P  | GBR 2º P | GER 2º P  | SUI 4º2 P | ITA 1º P |     |     | 281 (29.5) | 2º      |
| 1954 | Officine Alfieri Maserati | Maserati 250F       | Maserati 250F1 L6     | ARG 1º P  | Indy      | BEL 1º P  |           |           |          |           |           |          |     |     | 421 (57.1) | 1º      |
| 1954 | Daimler-Benz              | Mercedes W196s      | Mercedes-Benz M196 L8 |           | Indy      |           | FRA 1º C  | GBR 4º3 C |          |           | ITA 1º C  |          |     |     | 421 (57.1) | 1º      |
| 1954 | Daimler-Benz              | Mercedes W196       | Mercedes-Benz M196 L8 |           | Indy      |           |           |           | GER 1º C | SUI 1º C  |           | ESP 3º C |     |     | 421 (57.1) | 1º      |
| 1955 | Daimler-Benz              | Mercedes W196       | Mercedes-Benz M196 L8 | ARG 1º C  | MON Ret C | Indy      | BEL 1º C  | HOL 1º C  | GBR 2º C |           |           |          |     |     | 401 (41)   | 1º      |
| 1955 | Daimler-Benz              | Mercedes W196s      | Mercedes-Benz M196 L8 |           |           | Indy      |           |           |          | ITA 1º C  |           |          |     |     | 401 (41)   | 1º      |
| 1956 | Scuderia Ferrari          | Ferrari D50         | Ferrari DS50 V8       | ARG 1º2 E | MON 2º2 E | Indy      | BEL Ret E | FRA 4º E  | GBR 1º E | GER 1º E  | ITA 2º2 E |          |     |     | 301 (33)   | 1º      |
| 1957 | Officine Alfieri Maserati | Maserati 250F       | Maserati 250F1 L6     | ARG 1º P  | MON 1º P  | Indy      | FRA 1º P  | GBR Ret P | GER 1º P | PES 2º P  | ITA 2º P  |          |     |     | 401 (46)   | 1º      |
| 1958 | Scuderia Sud Americana    | Maserati 250F       | Maserati 250F1 L6     | ARG 4º P  | ARG       | NED       |           | BEL       |          | GBR       | GER       | POR      | ITA | MAR | 7          | 14º     |
| 1958 | Juan Manuel Fangio        | Maserati 250F       | Maserati 250F1 L6     |           | ARG       | NED       |           | BEL       | FRA 4º P | GBR       | GER       | POR      | ITA | MAR | 7          | 14º     |
| 1958 | Novi Auto Air Conditioner | Kurtis Kraft KK500F | Novi L8 c             |           | ARG       | NED       | Indy NQ F | BEL       |          | GBR       | GER       | POR      | ITA | MAR | 7          | 14º     |

- ↑1  Nos descartes
- ↑2  Dividiu os pontos com um piloto.
- ↑3  Ele dividiu 1 ponto com 7 pilotos que também fizeram a volta mais rápida. Fangio levou 0,1 ponto.

#### Vitórias de Juan Manuel Fangio na Fórmula 1
- GP de Mônaco de 1950
- GP da Bélgica de 1950
- GP da França de 1950
- GP da Suíça de 1951
- GP da França de 1951
- GP da Espanha de 1951
- GP da Itália de 1953
- GP da Argentina de 1954
- GP da Bélgica de 1954
- GP da França de 1954
- GP da Alemanha de 1954
- GP da Suíça de 1954
- GP da Itália de 1954
- GP da Argentina de 1955
- GP da Bélgica de 1955
- GP dos Países Baixos de 1955
- GP da Itália de 1955
- GP da Argentina de 1956
- GP da Grã-Bretanha de 1956
- GP da Alemanha de 1956
- GP da Argentina de 1957
- GP de Mônaco de 1957
- GP da França de 1957
- GP da Alemanha de 1957

## Vitórias por equipe
- Mercedes: 8
- Maserati: 7
- Alfa Romeo: 6
- Ferrari: 3

## Estatísticas
Fangio, ao longo de sua carreira, construiu um dos currículos mais invejáveis da categoria:
- É o campeão com o maior percentual de vitórias: 47,06%
- Possui o maior percentual de títulos: 62,5%
- Possui o maior percentual de poles: 55,7%
- Possui o maior percentual de largadas na primeira fila: 94,1%
- Possui o maior percentual de pódios: 68,6%

### Temporada a temporada
| Ano   | Equipe                    | Chassi                      | Motor              | Corrida | Vitórias | Segundos | Terceiros | Poles | Voltas mais rápidas | Pontos    | Posição |
| ----- | ------------------------- | --------------------------- | ------------------ | ------- | -------- | -------- | --------- | ----- | ------------------- | --------- | ------- |
| 1950  | Alfa Romeo SpA            | Alfa Romeo 158 / 159        | Alfa Romeo 1.5 L8C | 6       | 3        | −        | −         | 4     | 3                   | 27        | 2º      |
| 1951  | Alfa Romeo SpA            | Alfa Romeo 159 / 159 M      | Alfa Romeo 1.5 L8C | 7       | 3        | 2        | −         | 4     | 5                   | 31 (37)   | Campeão |
| 1953  | Officine Alfieri Maserati | Maserati A6GCM / A6SSG      | Maserati 2.0 L6    | 8       | 1        | 3        | −         | 2     | 2                   | 28 (29,5) | 2º      |
| 1954  | Officine Alfieri Maserati | Maserati 250F               | Maserati 2.5 L6    | 2       | 2        | −        | −         | 1     | 1                   | 17        | Campeão |
| 1954  | Daimler Benz              | Mercedes-Benz W 196         | Mercedes 2.5 L8    | 6       | 4        | −        | 1         | 4     | 2                   | 25 (40,1) | Campeão |
| 1955  | Daimler Benz AG           | Mercedes-Benz W 196         | Mercedes 2.5 L8    | 6       | 4        | 1        | −         | 3     | 3                   | 40 (41)   | Campeão |
| 1956  | Scuderia Ferrari          | Lancia-Ferrari D50          | Ferrari 2.5 V8     | 7       | 3        | 2        | −         | 6     | 4                   | 30 (33)   | Campeão |
| 1957  | Officine Alfieri Maserati | Maserati 250F Tipo 2        | Maserati 2.5 L6    | 7       | 4        | 2        | −         | 4     | 2                   | 40 (46)   | Campeão |
| 1958  | Scuderia Sud Americana    | Maserati 250F Tipo 2 Tipo 3 | Maserati 2.5 L6    | 2       | −        | −        | −         | 1     | 1                   | 7         | 14º     |
| Total | Total                     | Total                       | Total              | 51      | 24       | 10       | 1         | 29    | 23                  | 277,6     |         |

Premiações/indicações
- Foi designado o Melhor Automobilista de todos os tempos pela International Racing Press Association, em 1982, no Rio de Janeiro — Brasil;
- Foi indicado ao prêmio de Atleta do século;

### Resultados da24 Horas de Le Mans
| Ano  | Equipe              | Co-pilotos            | Carro                 | Classe | Voltas | Pos.               | Class Pos.         |
| ---- | ------------------- | --------------------- | --------------------- | ------ | ------ | ------------------ | ------------------ |
| 1950 | Automobiles Gordini | José Froilán González | Gordini T15S          | S3.0   | 95     | DNF Ignição        | DNF Ignição        |
| 1951 | Louis Rosier        | Louis Rosier          | Talbot-Lago T26C      | S5.0   | 92     | DNF Tanque de óleo | DNF Tanque de óleo |
| 1953 | S.P.A. Alfa Romeo   | Onofre Marimón        | Alfa Romeo 6C 3000 CM | S5.0   | 22     | DNF Motor          | DNF Motor          |
| 1955 | Daimler Benz AG     | Stirling Moss         | Mercedes-Benz 300 SLR | S3.0   | 134    | DNF                | DNF                |

### Resultados na12 Horas de Sebring
| Ano  | Equipe              | Co-pilotos          | Carro             | Classe | Voltas | Pos.               | Class Pos.         |
| ---- | ------------------- | ------------------- | ----------------- | ------ | ------ | ------------------ | ------------------ |
| 1954 | Scuderia Lancia Co. | Eugenio Castellotti | Lancia D24        | S5.0   | 51     | DNF Eixo dianteiro | DNF Eixo dianteiro |
| 1956 | Scuderia Ferrari    | Eugenio Castellotti | Ferrari 860 Monza | S5.0   | 194    | 1º                 | 1º                 |
| 1957 | Maserati Factory    | Jean Behra          | Maserati 450S     | S5.0   | 197    | 1º                 | 1º                 |

### Resultado nas24 Horas de Spa
| Ano  | Equipe            | Co-pilotos      | Carro                        | Classe | Voltas | Pos.         | Class Pos.   |
| ---- | ----------------- | --------------- | ---------------------------- | ------ | ------ | ------------ | ------------ |
| 1953 | S.P.A. Alfa Romeo | Consalvo Sanesi | Alfa Romeo 6C 3000 CM Spider | S      | 5      | DNF Acidente | DNF Acidente |

### Resultados daMille Miglia
| Ano  | Equipe            | Co-pilotos/Navegador | Carro                           | Classe | Pos. | Class Pos. |
| ---- | ----------------- | -------------------- | ------------------------------- | ------ | ---- | ---------- |
| 1950 |                   | Augusto Zanardi      | Alfa Romeo 6C 2500 Competizione | S+2.0  | 3º   | 3º         |
| 1952 |                   | Giulio Sala          | Alfa Romeo 1900 Sprint          | GT2.0  | 22º  | 7º         |
| 1953 | S.P.A. Alfa Romeo | Giulio Sala          | Alfa Romeo 6C 3000 CM           | S+2.0  | 2º   | 2º         |
| 1955 | Daimler Benz AG   |                      | Mercedes-Benz 300 SLR           | S+2.0  | 2º   | 2º         |
| 1956 | Scuderia Ferrari  |                      | Ferrari 290 MM                  | S+2.0  | 4º   | 4º         |

### Resultado na Carrera Panamericana
| Ano  | Equipe          | Co-pilotos/Navegador | Carro                  | Classe | Pos. | Class Pos. |
| ---- | --------------- | -------------------- | ---------------------- | ------ | ---- | ---------- |
| 1953 | Scuderia Lancia | Gino Bronzoni        | Lancia D24 Pininfarina | S+1.6  | 1º   | 1º         |

### Resultado nas500 Milhas de Indianápolis
| Ano  | Chassi       | Motor | Classificação | Chegada | Equipe                    |
| ---- | ------------ | ----- | ------------- | ------- | ------------------------- |
| 1958 | Kurtis Kraft | Novi  | NQ            | –       | Novi Auto Air Conditioner |